# Parafia Matki Bożej Śnieżnej w Zarzeczu
Parafia Matki Bożej Śnieżnej w Zarzeczu – parafia rzymskokatolicka znajdująca się w diecezji sandomierskiej w dekanacie Ulanów. 
Parafia została erygowana 18 grudnia 1935, poprzez wydzielenie z parafii św. Stanisława w Racławicach należącej do dekanatu Nisko. Prowadzą ją księża diecezjalni. Pierwszym proboszczem został ks. Józef Markiewicz, który przyczynił się do rozpowszechnienia kultu Matki Bożej Śnieżnej.
Pierwszy kościół parafialny drewniany, modrzewiowy, z 1722 r., został przeniesiony w 1923 r. z Jeżowego, poświęcony 7 lutego 1936 r. Kościół ten został zakupiony przez Andrzeja i Annę Dulów z Zarzecza. Obecnie używany jest nowy kościół, murowany, zbudowany według projektu inż. Henryka Modrakowskiego, poświęcony 2 sierpnia 1998r. W świątyni, na w głównym ołtarzu znajduje się łaskami słynący Obraz Matki Bożej Śnieżnej. 
Parafia posiada akta parafialne od 1826 r..
Parafia ma kaplicę filialną: w Hucie Deręgowskiej pw. Matki Bożej Pocieszenia.
Z parafii zarzeckiej pochodzi Jan Sobiło – biskup pomocniczy diecezji charkowsko-zaporoskiej.
Wieloletnim proboszczem (1983–1990) był ks. Henryk Markowski.

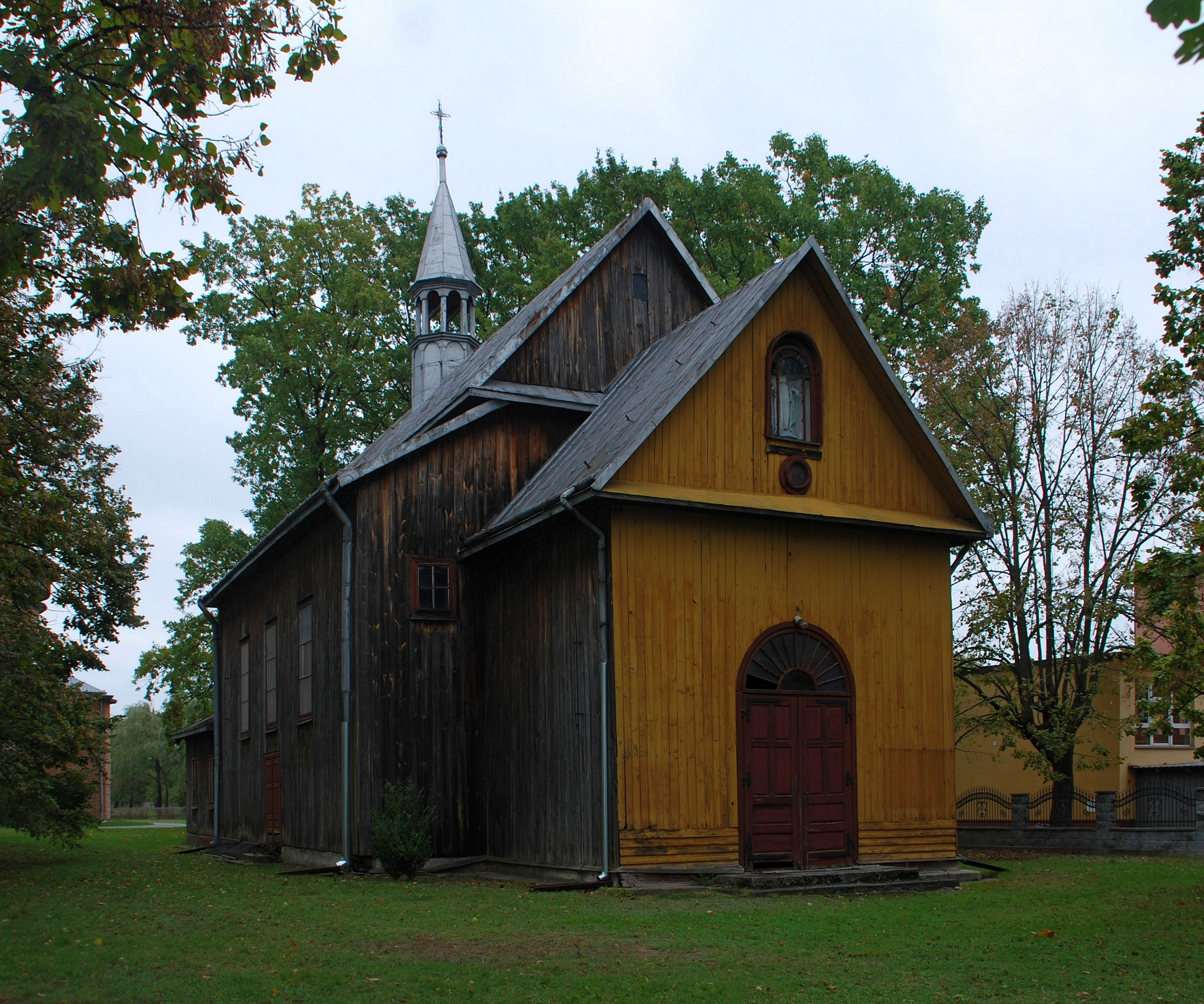
Nieczynny kościół Matki Boskiej Śnieżnej w Zarzeczu
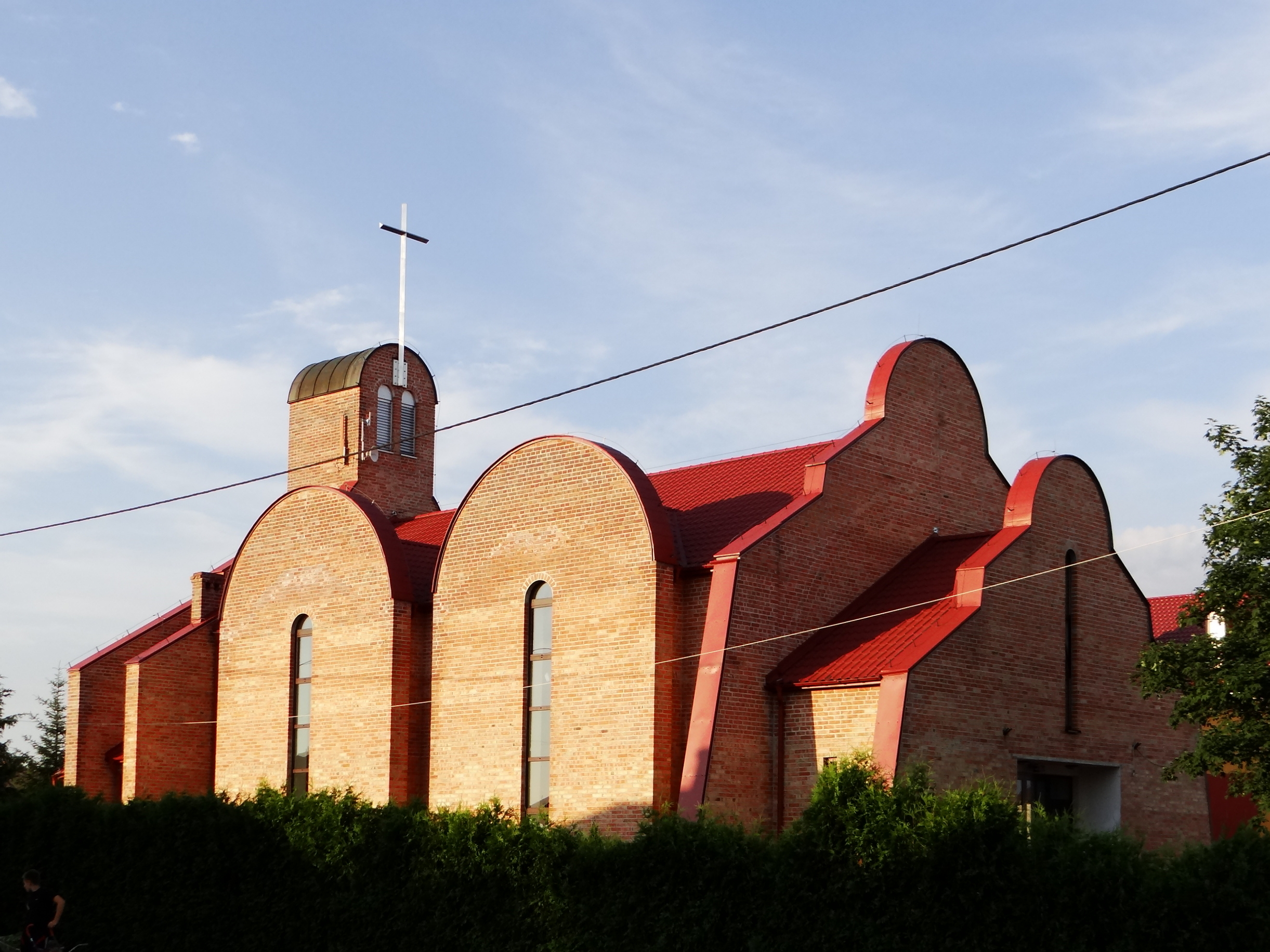
Kaplica filialna w Hucie Deręgowskiej